# حسن وماريكا (فلم)
حسن وماريكا فيلم مصري من بطولة إسماعيل ياسين، و مها صبري، و عبد السلام النابلسي، من تأليف أبو السعود الإبياري. حيث يقع حسن (إسماعيل ياسين) في حب فتاة يونانية هي ماريكا (مها صبري)، التي يكتشف في النهاية أن والدها مصري، ويقوم بدوره رياض القصبجي.
أغاني الفيلم من تأليف محمد علي أحمد، وفتحي قورة، ومن تلحين منير مراد، وسيد مكاوي.

## وصلات خارجية
- مقالات تستعمل روابط فنية بلا صلة مع ويكي بيانات